# Polizeimeister
Polizeimeister (Abkürzung PM; bei der Kriminalpolizei Kriminalmeister (KM)) ist eine 
Amtsbezeichnung der (uniformierten) deutschen Polizei, inklusive der Polizei beim Deutschen Bundestag.

## Status und Aufgaben
Es handelt sich um das Eingangsamt der Laufbahn des mittleren Polizeivollzugsdienstes. Polizeimeister werden nach bestandener Laufbahnprüfung in die Besoldungsgruppe A 7 eingereiht (analog den Bundeswehrdienstgraden Feldwebel und Oberfeldwebel). Berufsanfänger im Vorbereitungsdienst bei der deutschen Polizei im mittleren Dienst führen die Dienstbezeichnung Polizeimeisteranwärter (in Bayern nach bestandener erster Ausbildungsstufe Polizeioberwachtmeister).
Eine typische Tätigkeit eines Polizeimeisters ist die eines Sachbearbeiters im polizeilichen Einzeldienst, deren Amtsinhaber jedoch nur sehr selten mit Führungseigenschaft versehen ist. Weiterhin kann eine Verwendung in geschlossenen Einheiten wie der Einsatzhundertschaft oder in Beweissicherungs- und Festnahmeeinheiten der Bereitschaftspolizei erfolgen.
In Baden-Württemberg und Brandenburg wurde das Amt des Polizeimeisters abgeschafft. Anwärtern im mittleren Polizeivollzugsdienst werden nach bestandener Laufbahnprüfung sofort das Amt des Polizeiobermeisters verliehen.
Sie sind nach vierjähriger Dienstzugehörigkeit Ermittlungspersonen der Staatsanwaltschaft. Die nächsthöhere Amtsbezeichnung ist Polizeiobermeister (Besoldungsgruppe A 8).

## Dienstgradhistorie
Vorläufer war im Deutschen Kaiserreich die Dienststellung des Polizeimeisters, vergleichbar dem Offizierstellvertreter des Heeres. Insbesondere in den Polizeitruppen der Deutschen Kolonien fungierte er als Chef einer Polizeistation. Als solcher befehligte er die deutschen Polizeiwachtmeister und Polizeisergeanten sowie die einheimischen Polizeisoldaten beziehungsweise Polizeidiener. Die Besoldung entsprach der eines Polizeiwachtmeisters (Beamtenklasse 9a), die Uniform glich jener der Offiziere (untergeschnallter Säbel, Schirmmütze, Schulterstücke aus vier nebeneinander genähten, schwarz-weiß-roten Mohair-Schnüren).
In Deutschland selbst wurden die Posten der Meister und Obermeister erst ab Mitte der 1920er Jahre in einzelnen Reichsländern in Gendarmerie und Schutzpolizei eingeführt, in Preußen seit Juli 1926. In der Reichswehr und zunächst auch in der Wehrmacht entsprach dem Polizeimeister der Oberfeldwebel, seit 1941 aber der Stabsfeldwebel; der Obermeister galt seit 1940 als Offizier der Ordnungspolizei und rangierte unter der neuen Bezeichnung Revierleutnant (Schutzpolizei) bzw. Bezirksleutnant (Gendarmerie, Feuerschutzpolizei) nach dem Leutnant.
Seit dem Ende des Zweiten Weltkriegs stehen die Polizeimeister (PM, Besoldungsgruppe A 7) wieder den Oberfeldwebeln gleich, die Polizeiobermeister (POM, Besoldungsgruppe A 8) den Hauptfeldwebeln der Bundeswehr. In der Volkspolizei der DDR rangierten die Obermeister mit den Stabsfeldwebeln (der Dienstgrad Hauptfeldwebel existierte in der NVA nicht). 
Mit dem Polizeihauptmeister (PHM, Besoldungsgruppe A 9) kam in den 1960er Jahren in der Bundesrepublik Deutschland ein neuer Dienstgrad (1976 umbenannt in Amtsbezeichnung) hinzu. Anfang 1979 wurde der Polizeihauptmeister mit Amtszulage (PHMZ, Besoldungsgruppe A 9 + Z) eingeführt. Ende 2022 folgten der Erste Polizeihauptmeister (EPHM, Besoldungsgruppe A 10) und der Erste Polizeihauptmeister mit Zulage (EPHMZ, Besoldungsgruppe A 10 + Z).
Bis zur Reorganisation der Laufbahnen in den 1970er Jahren waren Polizeimeister (SB) bei den Polizeien der deutschen Einzelstaaten bzw. Bundesländer sowie beim Bundesgrenzschutz höhere Unterführer. Nach 1945 rangierten unter dem Polizeimeister der Polizeihauptwachtmeister (Besoldungsgruppe A 6, wie bis Mitte 1969 der Bundeswehr-Feldwebel), der Polizeioberwachtmeister (A 5 mit Amtszulage, wie bis Mitte 1969 der Stabsunteroffizier) sowie der Polizeiwachtmeister (A 5, wie der Unteroffizier). Beim Bundesgrenzschutz rangierten unter den Wachtmeistern (SB) noch diverse Grenzjäger-Dienstgrade, bevor diese 1976 mit Abschaffung der einfachen Laufbahn entfielen. 
Nach Abschaffung des einfachen Dienstes in den bundesdeutschen Länderpolizeien Mitte der 1970er Jahre, wurden alle Polizeiwachtmeister, außer der Reihe, zu Polizeioberwachtmeistern befördert. Die bereits zuvor vorhandenen Polizeioberwachtmeister anvancierten indes nicht automatisch zu Polizeihauptwachtmeistern. Bevor auch der Polizeihauptwachtmeister Anfang der 1990er Jahre entfiel, bildete er nun nicht mehr das Spitzenamt des einfachen Dienstes, sondern das Eingangsamt des mittleren Dienstes. Dies galt ab 1976 auch beim Bundesgrenzschutz, wo Bewerber jetzt als Polizeihauptwachtmeisteranwärter im BGS ihre Laufbahn begannen, seit Anfang der 1990er Jahre aber als Polizeimeisteranwärter. 
Eine Besonderheit stellt heute die Bayerische Polizei dar, die Anwärtern in der Ausbildung zum Polizeimeister oder Polizeikommissar noch die Dienstbezeichnung Polizeioberwachtmeister verleiht. Die endgültige Übernahme in den Polizeivollzugsdienst erfolgt dann direkt in das jeweilige Amt.

## Heutige Dienstgradabzeichen
Das Dienstgradabzeichen der Schutzpolizei besteht aus zwei hellblauen Sternen auf dunkelblauem Grund. Bei der Wasserschutzpolizei und bei der Bundespolizei See sind zwei goldene Litzen/Streifen zu je 8 mm auf marineblauem Grund zu sehen. 

Schulterklappen
Aktuelle (blaue) Dienstgradabzeichen der Schutzpolizei
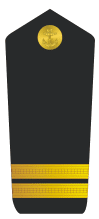
Dienstgradabzeichen der Wasserschutzpolizei